# باب الجامع (الرضمة)

تعديل مصدري - تعديل

باب الجامع هي إحدى حارات مدينة الرضمة بمحافظة إب، بلغ تعداد سكانها 313 نسمة حسب تعداد اليمن لعام 2004.